# Gaetano Berardi
Gaetano Berardi (ur. 21 sierpnia 1988 w Sorengo) – szwajcarski piłkarz, pochodzenia włoskiego, występujący na pozycji obrońcy. Od 2012 do 2014 roku grał w drużynie Sampdorii. W letnim okienku transferowego 2014 roku Gaetano zmienił barwy na Leeds. W 2022 został zawodnikiem FC Sion.

## Kariera piłkarska
Gaetano Berardi jest wychowankiem FC Lugano. W pierwszej drużynie nie zagrał jednak ani jednego meczu. Potem przeszedł do włoskiej Brescii, która wówczas grała w Serie B. W sezonie 2009/2010 wywalczył z tą drużyną awans do Serie A. W 2012 roku przeszedł do Sampdorii.
Berardi ma na również swoim koncie występy w reprezentacji Szwajcarii do lat 21 oraz debiut w dorosłej reprezentacji.